# Transport kolejowy w Bułgarii

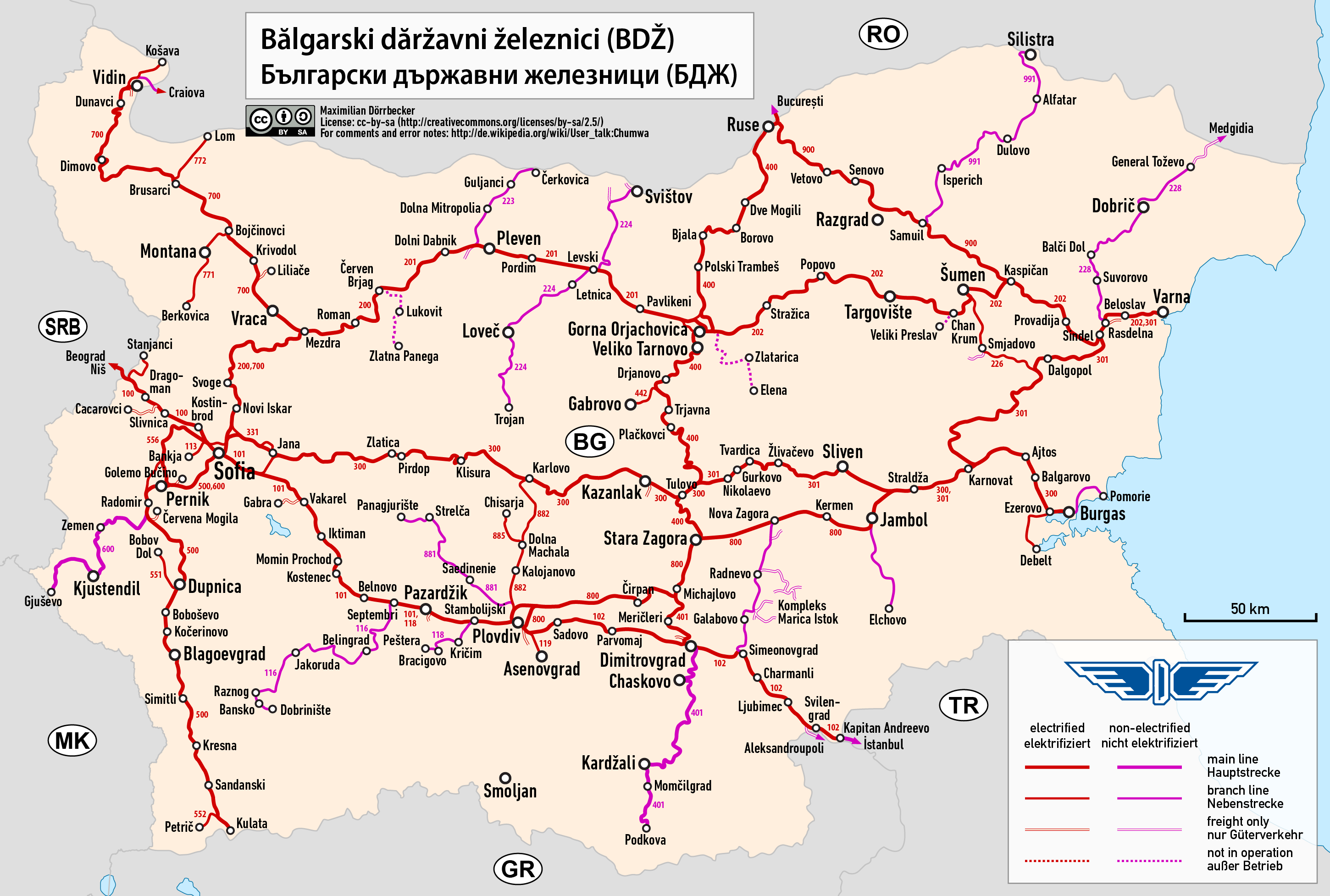
Mapa bułgarskiej sieci kolejowej

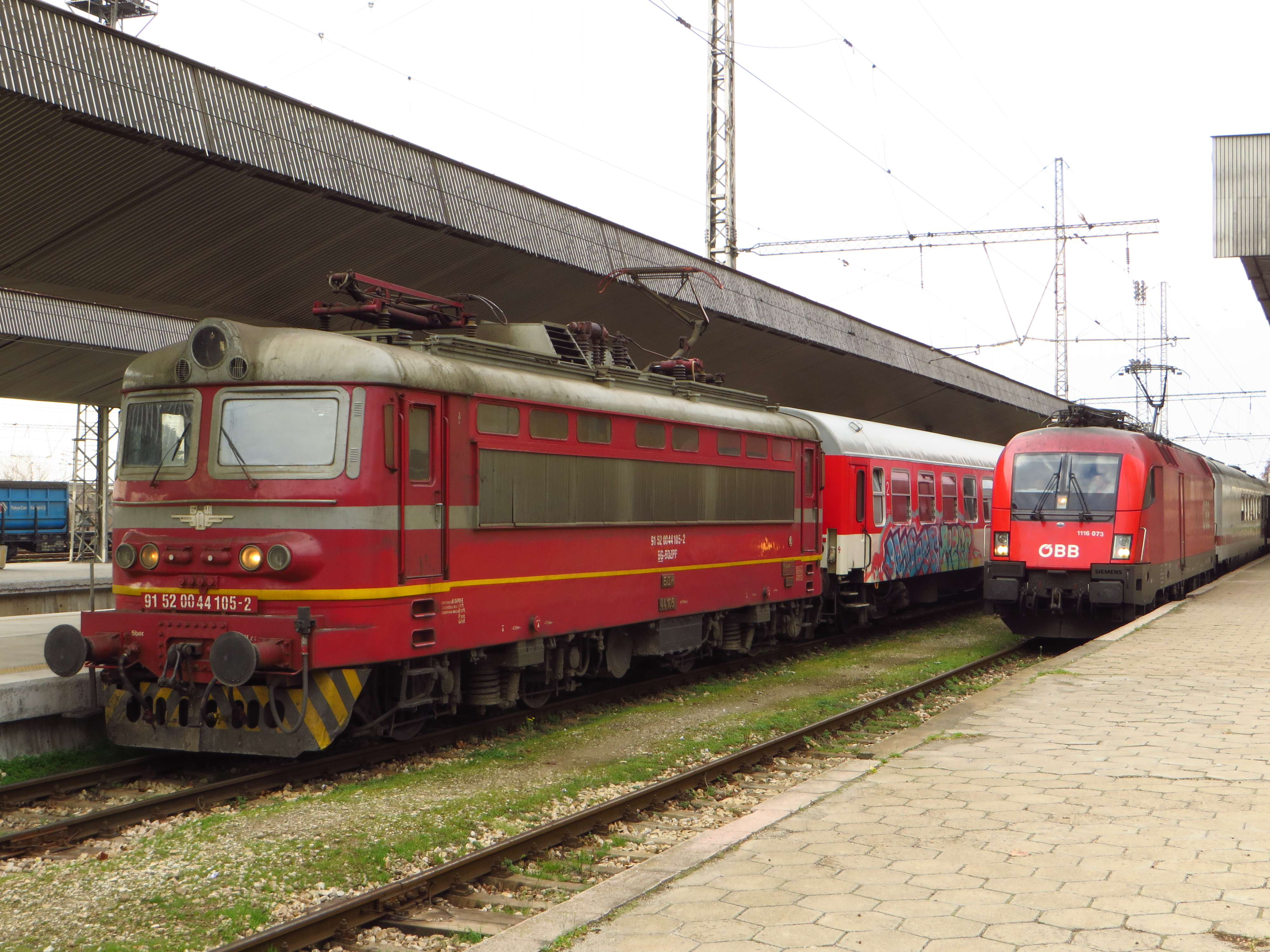
Lokomotywa BDŽ class 44 i Siemens Taurus 1116

Transport kolejowy w Bułgarii – system transportu kolejowego działający na terenie Bułgarii.
W Bułgarii istnieje 4029 km linii kolejowych z czego 2871 km jest zelektryfikowanych. Linie mają normalny rozstaw szyn – 1435 mm. Narodowy przewoźnik to Balgarski darzhavni zheleznitsi (Български държавни железници).

## Inwestycje
W kwietniu 2024 roku podpisano umowę z firmą Stadler Polska na dostawę 7 elektrycznych zespołów trakcyjnych Kiss, z opcją na kolejne 3 składy.
Bułgaria w ramach funduszy programu „Connecting Europe” planuje budowę linii dużych prędkości.

## Infrastruktura
Zelektryfikowanych jest ponad 70% linii kolejowych. Napięcie obowiązujące na liniach zelektryfikowanych to 25 kV 50 Hz.
63% sieci to linie kolejowe o znaczeniu krajowym, zaś pozostałe 37% to linie lokalne.